# Tom Hingley
Tom Hingley (Abingdon, 9 juli 1965) is een Britse rockzanger en songwriter. Hij werd bekend als zanger van de Inspiral Carpets, een van de succesvolste bands van het Madchester-tijdperk eind jaren 1980/begin jaren 1990.

## Biografie
Hingley werd geboren in Abington in het graafschap Oxfordshire. In 1984 verhuisde hij voor zijn studie Engels naar Manchester en formeerde daar in 1985 met schoolvrienden de band Too Much Texas. In 1989 werd hij de zanger van de Inspiral Carpets, die naast The Stone Roses en Happy Mondays de belangrijkste band was van de Madchester-beweging. Ze hadden 17 hits in de Britse hitlijsten en namen vier albums op, die allen de Britse top 20 haalden.
Na de ontbinding van de Inspiral Carpets voegde Hingley zich bij de band The Lovers. Ze brachten de ep Work Rest & Play uit en gingen daarna gescheiden wegen. Van Hingley kwamen uiteindelijk de soloplaten Keep Britain Untidy (2000) en Soulfire (2001), de ep Happiness (2002) en het bluesalbum Thames Valley Delta Blues (2009) op de markt.
Sinds 2000 leidt hij het eigen platenlabel Newmemorabilia Records. In 2001 formeerde Hingley The Lovers opnieuw, deze keer met Steve Hanley (basgitaar), Paul Hanley (drums), Jason Brown (gitaar) en Kelly Wood (keyboards). Na het uitbrengen van de single Yeah (2003) kwam in 2004 het eerste album Abba Are The Enemy van The Lovers uit. Het tweede album Highlights verscheen in maart 2008.
Sinds 2002 toeren The Inspiral Carpets weer met succes in het Verenigd Koninkrijk. Zo speelden ze in 2006 en 2007 voor uitverkochte zalen. In 2007 brachten ze het album Keep The Circle (B-Sides and udder stuff) op de markt, alleen verkrijgbaar als iTunes-download. In maart 2008 gingen ze weer op tournee en maakten ze een wederopstanding bekend van hun oude label.

## Discografie

### Soloalbums
- 2000: Keep Britain Untidy
- 2001: Soulfire
- 2004: Happiness (ep)
- 2009: Thames Valley Delta Blues

### MetToo Much Texas
- 1986: Fixed Link
- 1988: Hurry On Down
- 2006: Juvenilia

### Met Inspiral Carpets

#### Studioalbums
- 1990: Life
- 1991: The Beast Inside
- 1992: Revenge Of The Goldfish
- 1994: Devil Hopping

#### Compilatiealbums
- 1995: The Singles
- 1999: Radio 1 Sessions
- 2003: Greatest Hits
- 2003: Cool As

#### Download-compilatiealbum
- 2007: Keep The Circle - b sides and udder stuff

#### VHS/DVD
- 1990: 21.07.90 - Live At Manchester G-Mex (VHS)
- 1995: The Singles (VHS)
- 2004: Live At Brixton Academy

#### Ep's
- 1989: The Peel Sessions
- 1990: Cool As Fuck
- 1990: Island Head
- 1992: The Peel Sessions 1990

#### Singles
- 1989: Joe
- 1989: Find Out Why
- 1989: Move
- 1990: This Is How It Feels
- 1990: She Comes In The Fall
- 1990: Biggest Mountain
- 1991: Caravan
- 1991: Please Be Cruel
- 1992: Dragging Me Down
- 1992: Two Worlds Collide
- 1992: Generations
- 1992: Bitches Brew
- 1993: How It Should Be
- 1994: Saturn 5
- 1994: I Want You
- 1994: Uniform
- 2003: Come Back Tomorrow

### MetThe Lovers
- 1997: Work, Rest & Play (ep)
- 2003: Yeah (single)
- 2004: Abba Are The Enemy (album)
- 2008: Highlights (album)

- Gemeinsame Normdatei: 1036505820
- International Standard Name Identifier: 0000 0001 3135 3683
- Library of Congress Control Number: nb2013008530
- MusicBrainz: 9f3fab07-99e2-4b3e-aec2-d0ad4b3940d7
- Virtual International Authority File: 300364731
- WorldCat: E39PBJcwF4XYPkMcYXgHM3X8G3